# Jean Malaquais
Jean Malaquais (vlastním jménem Wladimir Jan Pavel Malacki, 11. dubna 1908 Varšava – 22. prosince 1998 Ženeva) byl francouzský spisovatel polského původu.
Narodil se ve Varšavě ve vzdělané ateistické židovské rodině (všichni jeho příbuzní zahynuli během holokaustu). Od sedmnácti let cestoval po světě a vystřídal řadu manuálních profesí, účastnil se španělské občanské války na straně Partido Obrero de Unificación Marxista. Ve třicátých letech zakotvil v Paříži a přijal nové jméno podle nábřeží Quai Malaquais. K literární tvorbě ho přivedl André Gide, na jeho radu napsal sociální román Javánci, inspirovaný jeho zážitky z hornické kolonie v jižní Francii, obývané přistěhovalci z celého světa. Kniha, napsaná svéráznou cizineckou francouzštinou, obdržela roku 1939 Renaudotovu cenu, pochválil ji také Lev Davidovič Trockij.
Na počátku druhé světové války byl naverbován do francouzské armády (ačkoli neměl francouzské občanství), po kapitulaci Francie padl do německého zajetí, z něhož uprchl a podařilo se mu dostat mezi skupinu exulantů, kterou americký novinář Varian Fry propašoval přes Mexiko do Spojených států, kde získal Guggenheimovo stipendium. Tuto etapu svého života ztvárnil v deníkové próze Journal de guerre a v románové kronice Planète sans visa (Planeta bez víz, vydáno 1947), popisující poměry v okupované Francii a osudy válečných uprchlíků. Společně s Marcem Chirikem založil antistalinistické komunistické hnutí Gauche communiste de France, po válce pracoval v USA i západní Evropě jako novinář a překladatel (převedl do francouzštiny román Normana Mailera Nazí a mrtví), vydal rozsáhlou studii o Sørenu Kierkegaardovi.

## Dílo
- Les Javanais, éditions Denoël, Paris, 1939 (česky Javánci, přeložila Jovanka Šotolová, Mot komiks, Praha, 2012), román
- Journal de guerre, Éditions de la Maison Française, New York, 1943, deníky
- Planète sans visa, Le Pré aux Clercs, Paris, 1947, román
- Le Gaffeur, Buchet-Chastel, Paris, 1953, román
- Søren Kierkegaard : Foi et Paradoxe, 10/18, UGE, Paris, 1971, filozofický esej
- Correspondance (1935–1950) d'André Gide et Jean Malaquais, éditions Phébus, Paris, 2000, korespondence
- Correspondance 1949–1986 de Norman Mailer et Jean Malaquais, překlad do francouzštiny Hélène Ancel, Le Cherche midi, Paris, 2008, korespondence
- La Courte paille, éditions Art et Comédie, Paris 1999, divadelní hra